# گورهای شیشه‌ریز
مقابر واقع در شیشه ریز مربوط به دوره سلجوقیان است و در شهرستان زاهدان، روستای شیشه ریز واقع شده و این اثر در تاریخ ۲۵ اسفند ۱۳۷۹ با شمارهٔ ثبت ۳۰۶۳ به‌عنوان یکی از آثار ملی ایران به ثبت رسیده‌است.